# Néa Filothéi
Néa Filothéi, en grec moderne : Νέα Φιλοθέη, est un quartier d' Athènes  en Grèce. Il est situé sur le côté sud-est de la colline de Tourkovoúnia, commençant juste au-dessus de la station de métro Panórmou (el) et s'étendant jusqu'à la forêt Attikó et Psychikó. Il est également bordé par les quartiers d'Ambelókipi, du Polýgono et de Girokomío. Il est baptisé en référence à Philothée d'Athènes qui était basée dans la région.
Néa Filothéi, dans sa partie nord, est l'un des quartiers les plus calmes de la municipalité d'Athènes, car il est presque entièrement construit de duplex familiaux avec des jardins et beaucoup de verdure, rappelant le quartier voisin de Psychikó.
Vers le sud, la zone se transforme progressivement en une zone urbaine animée qui rappelle les quartiers voisins d'Ambelokipi et du Polýgono, avec de nombreux magasins et immeubles d'habitation, et qui est également connue sous le nom d'Áno Polýgono.